# Catcher in the Rye (sång)
"Catcher In The Rye" är en låt av det amerikanska rockbandet Guns N' Roses. Låten är spår 7 på albumet Chinese Democracy från 2008. Den är 5 minuter och 52 sekunder lång. Den är skriven av Axl Rose och Paul Tobias.
Texten hyllar John Lennon och låten avsedd att likna en The Beatles-låt. Titeln har valts eftersom Lennons mördare, Mark David Chapman, bar med sig boken Catcher In The Rye av J.D. Salinger (på svenska Räddaren i nöden) då han mördade Lennon.
2001 spelade Queen-gitarristen Brian May in ett solo till låten. Solot fanns med på ett antal versioner av låten som läckte ut på internet mellan 2003 och 2008. May nämns dock inte på det slutliga albumet. Hans solo ersattes av ett annat av gitarristen Buckethead. 
Catcher In The Rye är den låt på Chinese Democracy som innehåller minst antal musikinstrument.